# Pont-sur-Seine
Pont-sur-Seine és un municipi francès situat al departament de l'Aube i a la regió del Gran Est. L'any 2007 tenia 984 habitants.

## Demografia

### Població
El 2007 la població de fet de Pont-sur-Seine era de 984 persones. Hi havia 386 famílies de les quals 112 eren unipersonals (52 homes vivint sols i 60 dones vivint soles), 119 parelles sense fills, 123 parelles amb fills i 32 famílies monoparentals amb fills.
La població ha evolucionat segons el següent gràfic:
Habitants censats

### Habitatges
El 2007 hi havia 473 habitatges, 387 eren l'habitatge principal de la família, 50 eren segones residències i 35 estaven desocupats. 423 eren cases i 46 eren apartaments. Dels 387 habitatges principals, 247 estaven ocupats pels seus propietaris, 133 estaven llogats i ocupats pels llogaters i 7 estaven cedits a títol gratuït; 1 tenia una cambra, 25 en tenien dues, 70 en tenien tres, 118 en tenien quatre i 174 en tenien cinc o més. 275 habitatges disposaven pel capbaix d'una plaça de pàrquing. A 176 habitatges hi havia un automòbil i a 170 n'hi havia dos o més.

### Piràmide de població
La piràmide de població per edats i sexe el 2009 era:
| Homes | Edats   | Dones |
| ----- | ------- | ----- |
| 0     | 95 o +  | 4     |
| 0     | 90 a 94 | 16    |
| 12    | 85 a 89 | 28    |
| 8     | 80 a 84 | 20    |
| 8     | 75 a 79 | 16    |
| 24    | 70 a 74 | 24    |
| 24    | 65 a 69 | 24    |
| 28    | 60 a 64 | 20    |
| 12    | 55 a 59 | 16    |
| 44    | 50 a 54 | 48    |
| 40    | 45 a 49 | 28    |
| 48    | 40 a 44 | 32    |
| 28    | 35 a 39 | 28    |
| 28    | 30 a 34 | 8     |
| 16    | 25 a 29 | 16    |
| 24    | 20 a 24 | 20    |
| 24    | 15 a 19 | 60    |
| 28    | 10 a 14 | 20    |
| 16    | 5 a 9   | 24    |
| 12    | 0 a 4   | 4     |

## Economia
El 2007 la població en edat de treballar era de 601 persones, 447 eren actives i 154 eren inactives. De les 447 persones actives 390 estaven ocupades (217 homes i 173 dones) i 58 estaven aturades (22 homes i 36 dones). De les 154 persones inactives 64 estaven jubilades, 39 estaven estudiant i 51 estaven classificades com a «altres inactius».

### Ingressos
El 2009 a Pont-sur-Seine hi havia 392 unitats fiscals que integraven 959 persones, la mediana anual d'ingressos fiscals per persona era de 17.410 €.

### Activitats econòmiques
Dels 32 establiments que hi havia el 2007, 1 era d'una empresa extractiva, 3 d'empreses alimentàries, 1 d'una empresa de fabricació de material elèctric, 2 d'empreses de fabricació d'altres productes industrials, 5 d'empreses de construcció, 7 d'empreses de comerç i reparació d'automòbils, 3 d'empreses de transport, 2 d'empreses d'hostatgeria i restauració, 1 d'una empresa financera, 3 d'empreses de serveis, 2 d'entitats de l'administració pública i 2 d'empreses classificades com a «altres activitats de serveis».
Dels 7 establiments de servei als particulars que hi havia el 2009, 1 era una oficina de correu, 1 paleta, 1 fusteria, 1 lampisteria, 1 electricista, 1 perruqueria i 1 restaurant.
Dels 5 establiments comercials que hi havia el 2009, 2 eren fleques, 1 una fleca, 1 una botiga de congelats i 1 una llibreria.
L'any 2000 a Pont-sur-Seine hi havia 7 explotacions agrícoles.

## Equipaments sanitaris i escolars
L'únic equipament sanitari que hi havia el 2009 era una farmàcia.
El 2009 hi havia 1 escola maternal i 1 escola elemental.

## Poblacions més properes
El següent diagrama mostra les poblacions més properes.